# Не пара
«Не пара» - дебютний російськомовний альбом українських виконавців Потапа та Анастасії Каменських, який був випущений 2008 року.  Платівка отримала високу популярність і того ж року перемогла в категорії «Прорив року» в російській музичній премії «Муз-ТВ», на церемонії нагородження якої через кілька років Потап зняв штани на сцені. 

## Треки
- Интро (Яфшоке!)
- Икра
- Крепкие орешки
- Не пара
- Друзья (з гр. Любе)
- Николай
- В натуре
- Щёлкни пальцами
- Знаешь
- Хуторянка
- Лил дождь
- Почему
- Чужой в моей постели
- Без любви
- А у нас во дворе
- Разгуляй
- Хит из двух нот